# ریستی (شهرستان هیو)
ریستی (به لاتین: Risti) یک منطقهٔ مسکونی در استونی است که در شهرستان هیو واقع شده‌است.